# Enriqueta Baca i Reixach
Enriqueta Baca i Reixach (Vilanova i la Geltrú, 1915 - Terrassa, 2008) fou una pianista i directora de cors femenins terrassenca.
Cresqué en un ambient musical familiar i a l'edat de vuit anys va ingressar a l'Escola Municipal de Música, on ja feia uns quants anys que hi estudiaven les seves germanes Mercè, Montserrat i Carme. Seguint els seus passos, va continuar els seus estudis musicals al Conservatori de Música, quan aquest es fundà l'any 1925. Allà començà a estudiar piano i es vinculà amb la música coral l'any 1939 quan li va sẻ encomanada la direcció dels cors d'Educación y Descanso amb els que guanyà merescuts guardons en certàmens diferents.
Paral·lelament a la direcció de cors, exercí el seu mestratge a l'Escola Municipal de Música de Terrassa fins a acabar traslladant-se a Madrid per a dirigir la Sección Femenina on residí sis anys. Finalment, tornà a Terrassa per enyorança a la seva terra a l'any 1967 i començà a exercir com a professora a l'institut Egara i institut Blanxart. També recobrà la plaça de professora de piano a l'escola municipal.
Al 1977 va demanar una jubilació anticipada després d'haver exercit també com a directora de cor d'homes on hi participà com a solista el prestigiós arquitecte Joan Baca.
Als darrers anys, patí una pèrdua d'oïda que la obligà, paulatinament, a abandonar el seguit de projectes i agrupacions en les que participava. Es casà amb un company cantaire de la Massa Coral que havia enviudat i que ja coneixia des de feia temps fins a la seva mort a l'any 2008.